# Youmzain
Youmzain, né en 2003, est un cheval de course pur-sang anglais. Entraîné par l'ex-footballer international Mick Channon, il a terminé trois fois deuxième du Prix de l'Arc de Triomphe.

## Carrière
Acquis yearling pour un prix relativement modeste, 30 000 guinées, Youmzain aura énormément couru – 32 fois, un chiffre colossal pour un cheval de groupe 1, qui plus est entier –, très longtemps – de 2 à 7 ans –, et peu gagné – 6 victoires en tout et pour tout, en comptant son maiden remporté à 2 ans après trois tentatives, une course à conditions pour sa rentrée à 3 ans, une Listed et, tout de même, un groupe 2 et deux groupe 1 : le Preis von Europa à 3 ans et le Grand Prix de Saint-Cloud deux ans plus tard. Mais on se souvient justement de Youmzain avant tout pour ses défaites, trois défaites en particulier. Mais des défaites qui valent bien des victoires : par trois fois il a terminé deuxième du Prix de l'Arc de Triomphe, un fait unique dans la plus grande course du monde. 
La première de ses quatre participations à l'Arc, en 2007, faillit bien être la bonne : il échoua d'une tête face à Dylan Thomas, dans une petite édition, à douze partants, où à l'exception du gagnant l'arrivée fut composée d'outsiders. Lui s'était élancé à 66/1, c'est dire si on faisait peu cas de sa candidatures. Il n'avait pas gagné une course depuis un an, n'avait jamais participé à un classique, et n'avait à faire valoir que des accessits dans des grandes courses (Dubaï Sheema Classic, Tattersalls Gold Cup et King George & Queen Elizabeth Stakes), où il n'avait jamais fait illusion pour la victoire. 
L'année suivante, alors qu'il avait enfin gagné une course (sa sixième et dernière victoire, dans le Grand Prix de Saint-Cloud, après huit défaites et avant treize autres), il était à 12/1, c'est dire si on se méfiait de lui. Et comme il fut devancé par une pouliche qui n'était pas de ce monde, la phénoménale Zarkava, on peut dire qu'il a en quelque sorte remporté l'Arc des autres. Avant l'Arc 2009, il s'en était fallu d'un nez, celui de Ask, pour qu'il ajoutât à son maigrelet palmarès avec la Coronation Cup. Régulier tout de même, il avait accumulé les accessits jusqu'à tomber, à Longchamp, sur un autre crack intouchable, Sea The Stars. Sa dernière saison, à 7 ans, un âge canonique pour un pur-sang de ce niveau, il avait semblé plus à la peine en début de saison, mais seul un autre nez, celui de Plumania, l'avait privé d'un doublé dans le Grand Prix de Saint-Cloud, et il avait vu de très loin Harbinger s'envoler dans les King George. Sa quatrième et dernière participation à l'Arc fut scrutée de près – à 12/1, on se demandait s'il allait accomplir l'invraisemblable prouesse d'obtenir un quatrième premier accessit d'affilée – mais elle fut celle de trop, et il termina dans l'anonymat du peloton. Ce fut sa dernière apparition sur la piste, et sa vingt-troisième participation d'affilée dans un groupe 1, un autre record insolite.   

### Résumé de carrière
| Date         | Hippodrome   | Pays        | Course                               | Statut      | Distance    | Jockey               | Place       | Écart       | Vainqueur ou deuxième |
| 2005, 2 ans  | 2005, 2 ans  | 2005, 2 ans | 2005, 2 ans                          | 2005, 2 ans | 2005, 2 ans | 2005, 2 ans          | 2005, 2 ans | 2005, 2 ans | 2005, 2 ans           |
| ------------ | ------------ | ----------- | ------------------------------------ | ----------- | ----------- | -------------------- | ----------- | ----------- | --------------------- |
| 8 juin       | York         | Royaume-Uni | Maiden                               | Class 4     | 1 400 m     | Tony Culhane         | 9e / 13     | 14          | Silent Times          |
| 4 août       | Yarmouth     | Royaume-Uni | Maiden                               | Class 5     | 1 600 m     | Ted Durcan           | 3e / 15     | tête        | Renderoc              |
| 27 août      | Goodwood     | Royaume-Uni | Maiden                               | Class 5     | 1 600 m     | T. Quinn             | 1er / 12    | tête        | Genre                 |
| 2006, 3 ans  |              |             |                                      |             |             |                      |             |             |                       |
| 26 avril     | Catterick    | Royaume-Uni | Condition Stakes                     | Class 4     | 2 400 m     | Tony Culhane         | 1er / 3     | 1/2         | London Express        |
| 14 mai       | Leopardstown | Irlande     | Derby Trial Stakes                   | Gr. 2       | 2 000 m     | Tony Culhane         | 3e / 8      | 1 ½         | Dylan Thomas          |
| 23 juin      | Ascot        | Royaume-Uni | King Edward VII Stakes               | Gr. 2       | 2 400 m     | Tony Culhane         | 9e / 9      | 20          | Papal Bull            |
| 13 juillet   | Newmarket    | Royaume-Uni | Bahrain Trophy                       | Listed      | 2 600 m     | Tony Culhane         | 1er / 5     | 1           | Jadalee               |
| 22 août      | York         | Royaume-Uni | Great Voltigeur Stakes               | Gr. 2       | 2 400 m     | Richard Hughes       | 1er / 10    | tête        | Red Rocks             |
| 10 septembre | Longchamp    | France      | Prix Niel                            | Gr. 2       | 2 400 m     | Richard Hughes       | 2e / 6      | 1/2         | Rail Link             |
| 24 septembre | Cologne      | Allemagne   | Preis von Europa                     | Gr. 1       | 2 400 m     | Kieren Fallon        | 1er / 7     | 1/2         | Egerton               |
| 2007, 4 ans  |              |             |                                      |             |             |                      |             |             |                       |
| 31 mars      | Nad Al Sheba | Dubaï       | Dubaï Sheema Classic                 | Gr. 1       | 2 400 m     | Richard Hughes       | 3e / 14     | 1 ¾         | Vengeance of Rain     |
| 27 mai       | Curragh      | Irlande     | Tattersalls Gold Cup                 | Gr. 1       | 2 100 m     | Richard Hughes       | 3e / 9      | 4 ¼         | Notnowcato            |
| 24 juin      | Saint-Cloud  | France      | Grand Prix de Saint-Cloud            | Gr. 1       | 2 400 m     | Jamie Spencer        | 5e / 6      | 5           | Mountain High         |
| 28 juillet   | Ascot        | Royaume-Uni | King George & Queen Elizabeth Stakes | Gr. 1       | 2 400 m     | Richard Hughes       | 2e / 7      | 4           | Dylan Thomas          |
| 2 septembre  | Baden Baden  | Allemagne   | Grosser Preis von Baden              | Gr. 1       | 2 400 m     | Richard Hughes       | 4e / 9      | 4           | Quijano               |
| 7 octobre    | Longchamp    | France      | Prix de l'Arc de Triomphe            | Gr. 1       | 2 400 m     | Richard Hughes       | 2e / 12     | tête        | Dylan Thomas          |
| 2008, 5 ans  |              |             |                                      |             |             |                      |             |             |                       |
| 29 mars      | Nad Al Sheba | Dubaï       | Dubaï Sheema Classic                 | Gr. 1       | 2 400 m     | Richard Hughes       | 5e / 16     | 3 ¾         | Sun Classique         |
| 6 juin       | Epsom        | Royaume-Uni | Coronation Cup                       | Gr. 1       | 2 400 m     | Richard Hughes       | 2e / 11     | 3/4         | Soldier of Fortune    |
| 29 juin      | Saint-Cloud  | France      | Grand Prix de Saint-Cloud            | Gr. 1       | 2 400 m     | Richard Hughes       | 1er / 9     | 1/2         | Soldier of Fortune    |
| 26 juillet   | Ascot        | Royaume-Uni | King George & Queen Elizabeth Stakes | Gr. 1       | 2 400 m     | Richard Hughes       | 3e / 8      | 9 ½         | Duke of Marmalade     |
| 5 octobre    | Longchamp    | France      | Prix de l'Arc de Triomphe            | Gr. 1       | 2 400 m     | Richard Hills        | 2e / 16     | 2           | Zarkava               |
| 2009, 6 ans  |              |             |                                      |             |             |                      |             |             |                       |
| 28 mars      | Nad Al Sheba | Dubaï       | Dubaï Sheema Classic                 | Gr. 1       | 2 400 m     | Richard Hills        | 4e / 16     | 2 ½         | Eastern Anthem        |
| 5 juin       | Epsom        | Royaume-Uni | Coronation Cup                       | Gr. 1       | 2 400 m     | Richard Hills        | 2e / 8      | nez         | Ask                   |
| 28 juin      | Saint-Cloud  | France      | Grand Prix de Saint-Cloud            | Gr. 1       | 2 400 m     | Christophe Soumillon | 3e / 10     | 3           | Spanish Moon          |
| 6 septembre  | Baden Baden  | Allemagne   | Grosser Preis von Baden              | Gr. 1       | 2 400 m     | Kieren Fallon        | 3e / 6      | 3 ½         | Getaway               |
| 4 octobre    | Longchamp    | France      | Prix de l'Arc de Triomphe            | Gr. 1       | 2 400 m     | Kieren Fallon        | 2e / 19     | 2           | Sea The Stars         |
| 13 décembre  | Sha Tin      | Hong Kong   | Hong Kong Vase                       | Gr. 1       | 2 400 m     | Kieren Fallon        | 10e / 13    | 5 ¼         | Daryakana             |
| 2010, 7 ans  |              |             |                                      |             |             |                      |             |             |                       |
| 27 mars      | Meydan       | Dubaï       | Dubaï Sheema Classic                 | Gr. 1       | 2 400 m     | Kieren Fallon        | 8e / 16     | 4 ¾         | Dar Re Mi             |
| 4 juin       | Epsom        | Royaume-Uni | Coronation Cup                       | Gr. 1       | 2 400 m     | Kieren Fallon        | 4e / 9      | 3 ½         | Fame and Glory        |
| 27 juin      | Saint-Cloud  | France      | Grand Prix de Saint-Cloud            | Gr. 1       | 2 400 m     | Richard Hughes       | 2e / 7      | nez         | Plumania              |
| 24 juillet   | Ascot        | Royaume-Uni | King George & Queen Elizabeth Stakes | Gr. 1       | 2 400 m     | Richard Hughes       | 3e / 6      | 14 ¼        | Harbinger             |
| 3 octobre    | Longchamp    | France      | Prix de l'Arc de Triomphe            | Gr. 1       | 2 400 m     | Richard Hughes       | 10e / 19    | 14          | Workforce             |

## Au haras
Youmzain est resté en France à l'issue de sa carrière, pour devenir étalon au Haras du Quesnay. À 3 000 euros la saillie, il se plaçait dans un créneau très modeste et, hormis la bonne Sea Calisi (lauréate des Beverly D. Stakes, et du Prix de Malleret, troisième des Yorkshire Oaks, Prix Vermeille et des Flower Bowl Stakes, un groupe 1 américain), n'a pas su se faire un nom comme étalon. En 2018, il est transféré à Glenview Stud, en Irlande, où il fait la monte à 2 000 euros la saillie. Il est mis à la retraite en 2025.

## Origines
Sinndar, le père de Youmzain, avait réussi, lui, à inscrire son nom au palmarès du Prix de l'Arc de Triomphe pour sa seule tentative, en 2000, après avoir battu un autre futur Arc-winner, Sakhee, dans le Derby d'Epsom et réussi le doublé avec l'Irish Derby. Il courut quatre fois moins que lui, mais remporta une course de plus. Au haras, ce champion connut une réussite mitigé mais donna tout de même quelques très bons chevaux, parmi lesquels les juments Shawanda (Irish Oaks, Prix Vermeille) et Shareta (Yorkshire Oaks, Prix Vermeille).
Sadima, la mère de Youmzain, ne remporta qu'une petite course à 3 ans mais, en bonne fille du grand Sadler's Wells, se rattrapa au haras puisqu'on lui doit également Shreyas (par Dalakhani), lauréate des Denny Cordell Stakes (Gr.3), et deux fois placée à ce niveau, et surtout le classique Creachadoir (par King's Best), vainqueur des Lockinge Stakes, et lui aussi adepte des deuxièmes places : dans la Poule d'Essai des Poulains, les Irish 2000 Guineas et le Hong Kong Mile. Anima, la deuxième mère, est une sœur du champion Pilsudski, un autre poulidor de l'Arc qui fit presque aussi bien que Youmzain en terminant deux fois deuxième de la grande course de Longchamp, battu par deux cracks, Helissio en 1996 et Peintre Célèbre l'année suivante. Anima connut elle aussi un drôle de destin puisque, après deux tentatives infructueuses sur les hippodromes anglais, elle fut expédiée au Chili comme poulinière, puis en Irlande, puis au Japon. 

### Pedigree
| Origines de Youmzain (IRE), mâle bai né en 2003 | Origines de Youmzain (IRE), mâle bai né en 2003 | Origines de Youmzain (IRE), mâle bai né en 2003 | Origines de Youmzain (IRE), mâle bai né en 2003 |
| ----------------------------------------------- | ----------------------------------------------- | ----------------------------------------------- | ----------------------------------------------- |
| Père Sinndar                                    | Grand Lodge                                     | Chief's Crown                                   | Danzig                                          |
| Père Sinndar                                    | Grand Lodge                                     | Chief's Crown                                   | Six Crowns                                      |
| Père Sinndar                                    | Grand Lodge                                     | La Papagena                                     | Habitat                                         |
| Père Sinndar                                    | Grand Lodge                                     | La Papagena                                     | Magic Flute                                     |
| Père Sinndar                                    | Sinntara                                        | Lashkari                                        | Mill Reef                                       |
| Père Sinndar                                    | Sinntara                                        | Lashkari                                        | Larannda                                        |
| Père Sinndar                                    | Sinntara                                        | Sidama                                          | Top Ville                                       |
| Père Sinndar                                    | Sinntara                                        | Sidama                                          | Stoyana                                         |
| Mère Sadima                                     | Sadler's Wells                                  | Northern Dancer                                 | Nearctic                                        |
| Mère Sadima                                     | Sadler's Wells                                  | Northern Dancer                                 | Natalma                                         |
| Mère Sadima                                     | Sadler's Wells                                  | Fairy Bridge                                    | Bold Reason                                     |
| Mère Sadima                                     | Sadler's Wells                                  | Fairy Bridge                                    | Special                                         |
| Mère Sadima                                     | Anima                                           | Adjal                                           | Northern Dancer                                 |
| Mère Sadima                                     | Anima                                           | Adjal                                           | Native Partner                                  |
| Mère Sadima                                     | Anima                                           | Cocotte                                         | Troy                                            |
| Mère Sadima                                     | Anima                                           | Cocotte                                         | Gay Milly (famille 11)                          |